# كوستا فسكوفاتو
كوستا فسكوفاتو (بالإيطالية: Costa Vescovato)‏ هي بلدية في مقاطعة ألساندريا في إقليم بييمونتي في إيطاليا.

## السكان
في سنة 1861 بلغ عدد السكان 754 نسمة، وتطور العدد ليصل في سنة 2011 لـ 357 نسمة.
يظهر هذا المخطط البياني تطور النمو السكاني لـ كوستا فسكوفاتو